# Landes (Charente-Maritime)
Landes település Franciaországban, Charente-Maritime megyében. Lakosainak száma 575 fő (2022. január 1.). Landes Chantemerle-sur-la-Soie, Courant, Nachamps, Saint-Loup, Torxé, La Vergne és Essouvert községekkel határos.

## Népesség
A település népességének változása:
| Lakosok száma | 522  | 505  | 527  | 542  | 611  | 612  | 611  | 587  | 575  | 575  |
|               | 1968 | 1982 | 1990 | 2006 | 2013 | 2015 | 2017 | 2019 | 2020 | 2022 |